# Бреєшть (Ясси)
Бреєшть, Бреєшті (рум. Brăești) — село у повіті Ясси в Румунії. Входить до складу комуни Бреєшть.
Село розташоване на відстані 312 км на північ від Бухареста, 36 км на захід від Ясс.

## Населення
За даними перепису населення 2002 року у селі проживали 1179 осіб, усі — румуни. Усі жителі села рідною мовою назвали румунську.